# Tournai (huyện)
Huyện Tournai (tiếng Pháp: Arrondissement de Tournai; tiếng Hà Lan: Arrondissement Doornik) là một trong bảy huyện hành chính ở tỉnh Hainaut, Bỉ. Huyện này vừa là huyện hành chính và huyện tư pháp. Tuy nhiên, huyện tư pháp Tournai cũng bao gồm đô thị Lessines ở huyện Soignies và tất cả các đô thị của huyện Ath, ngoại trừ các đô thị Brugelette và Chièvres.

## Các đô thị
Huyện hành chính Tournai bao gồm các đô thị sau:
- Antoing
- Brunehaut
- Celles
- Estaimpuis
- Leuze-en-Hainaut
- Mont-de-l'Enclus
- Pecq
- Péruwelz
- Rumes
- Tournai